# Evelyn Lear
Evelyn Lear (8 janvier 1926 - 1er juillet 2012) est une chanteuse soprano américaine.

## Biographie
Elle naît dans l'arrondissement de Brooklyn à New-York sous le nom de Evelyn Shulman. Elle est la fille d'une famille juive originaire de Russie. La jeune Evelyn suit des études musicales au Hunter College, à l'Université de New York et à la Juilliard School. Elle y étudie notamment le chant, le piano et le cor d'harmonie.
Après un premier mariage avec le physicien Walter Lear dont elle divorce, elle découvre l'opéra pour la première fois à Washington D.C. dans Down in the Valley de Kurt Weill. Elle se remarie avec le chanteur d'opéra américain (baryton-basse) Thomas Stewart (1928-2006), également élève à la Juilliard School, et décroche la bourse Fulbright qui permet au couple de s’envoler pour l’Europe à la "Hochschule für Musik" de Berlin où la chanteuse étudie avec Maria Ivogün. C'est en Allemagne que sa carrière dans l'opéra décolle. En 1958, elle est engagée au Städtische Oper Berlin où elle chante Ariadne auf Naxos de Richard Strauss.
Elle est l'une des plus talentueuses interprètes d'opéras modernes. Entre 1959 et 1992, elle chante plus de quarante rôles différents, interprétant même les trois rôles féminins (La Maréchale, Sophie, Octavian) de Der Rosenkavalier de Richard Strauss. Elle est connue pour avoir créé de nombreux rôles. En 1955, tout juste sortie de la Juilliard School, Evelyn crée le rôle de Nina, dans Reuben, Reubende de Marc Blitzstein. La légende raconte que Leonard Bernstein a prénommé sa fille Nina en référence à cette œuvre. En 1961, elle crée le rôle-titre de Alkmene de Giselher Klebe à Berlin. À la même époque, elle aborde Lulu d'Alban Berg, son rôle fétiche, au Theater an der Wien, théâtre historique viennois, sous la baguette du chef d'orchestre autrichien Karl Böhm. En 1963, à l'occasion de la réouverture du Théâtre National de Munich, elle est la première Jeanne dans Die Verlobung in San Domingo de Werner Egk.
En 1965, à Covent Garden, elle interprète le rôle de Donna Elvira dans Don Giovanni. L'année suivante, elle fait ses débuts à l'Opéra lyrique de Chicago et joue le rôle de Poppée dans l'opéra baroque Le Couronnement de Poppée composé par Claudio Monteverdi. Puis elle intègre le Metropolitan Opera de New-York et chante Lavinia Mannon lors de la première de Mourning Becomes Electra, opéra de l'américain Marvin David Levy (en). En dépit de problèmes vocaux qui affectent la clarté de sa voix, elle continue de créer des rôles jusque dans les années 1990. Elle fait une apparition dans le film Buffalo Bill and the Indians, or Sitting Bull's History Lesson en 1976 dans le rôle de la soprano Nina Cavallini. En 1989, elle tient le rôle de la reine Élisabeth Ire d'Angleterre dans Elizabeth and Essex.
Evelyn Lear est connue pour être une habituée du prestigieux Festival de Salzbourg. Elle y interprète des opéras de Wolfgang Amadeus Mozart.
Elle meurt le 1er juillet 2012 dans une maison de repos à Sandy Spring, dans le Maryland, à l'âge de 86 ans.

## Distinctions
Evelyn Lear a été récompensée en 1966 par un Grammy Award pour le Meilleur enregistrement d'opéra (Wozzeck, d'Alban Berg) et distinguée par le Sénat de Berlin, qui lui accorde le titre honorifique de "Kammersängerin", ainsi que le Festival de Salzbourg (Max Reinhardt Award).